# Batalhões estrangeiros na Revolta Paulista de 1924
Os batalhões estrangeiros foram três unidades militares na Revolta Paulista de 1924 recrutadas entre as comunidades de imigrantes pelos rebeldes tenentistas na cidade de São Paulo. Alistaram-se 750 estrangeiros e seus descendentes, de uma grande variedade de nacionalidades; normalmente, eram operários motivados pela fome e desemprego causados pelo conflito. Eles formaram os batalhões alemão, húngaro e italiano, nos quais até os comandantes e oficiais eram imigrantes. O maior e mais ativo foi o alemão. Uma minoria dos integrantes era de veteranos da Primeira Guerra Mundial, contribuindo habilidades valiosas para o esforço de guerra dos revoltosos. Alguns foram imediatamente empregados nos combates pela cidade, enquanto outros trabalharam na manutenção e criação de material bélico nas oficinas atrás da linha de frente. Parte dos combatentes acompanhou os revoltosos após sua retirada de São Paulo, ao final de julho de 1924, e alguns integraram a Coluna Miguel Costa-Prestes nos anos seguintes. O recrutamento dos imigrantes indignou os partidários do governo, que os denominavam de mercenários e enfatizavam a imagem dos operários imigrantes como fontes de radicalismo político.

## Contexto
Na década de 1920, imigrantes e seus descendentes diretos formavam mais da metade da população paulistana, que chegava a cerca de 700 mil habitantes em 1924. Atraídas pela rápida industrialização, as comunidades estrangeiras fixavam-se principalmente nos bairros operários do leste da cidade, como o Brás, Mooca e Belenzinho. Os italianos eram os mais numerosos, com populações menores de espanhóis, alemães, árabes e japoneses. A comunidade húngara, com cerca de seis mil pessoas, estava concentrada nos bairros da Lapa e Vila Pompeia. A Mooca e o Brás foram palco da greve geral de 1917, a maior no país até então. O movimento operário paulistano era alvo da imagem do “agitador estrangeiro”, tipicamente italiano ou espanhol, disseminando ideias socialistas ou anarquistas.
Em 5 de julho de 1924, revoltosos tenentistas, liderados pelo general Isidoro Dias Lopes, pegaram em armas na cidade contra o governo federal de Artur Bernardes. A guerra urbana resultante trouxe fome e violência à população civil. A partir de 11 de abril as forças legalistas iniciaram um intenso bombardeio de artilharia, que ceifou, em sua maioria, as vidas de civis, especialmente nos bairros operários. O emprego nas fábricas e oficinas foi paralisado, enquanto o abastecimento de alimentos entrou em crise. Entre a população, havia a percepção de que o governo especificamente atacava os italianos do Brás e Mooca. Insatisfações previamente existentes e o bombardeio legalista criaram apoio popular para os rebeldes. Foi nesse contexto que os revolucionários alistaram voluntários para reforçar suas linhas de frente.

## Formação e composição
Os batalhões foram organizados após 20 de julho, quando as condições financeiras de muitos de seus integrantes já estavam deterioradas por dias de interrupção do trabalho. Os motivos mais citados para o ingresso, pelos depoimentos recolhidos após a revolta, foram justamente a falta de recursos, fome e desemprego. Alguns foram atraídos pelas promessas dos revolucionários — pelo menos 50 alqueires de terra no interior, às margens de uma ferrovia. Segundo o jornalista Milton Heller, esse compromisso nunca foi levado a sério pela liderança revolucionária. Mas os benefícios imediatos eram atraentes: o soldo era de 10 mil réis para os soldados, 25 mil para os tenentes e 30 mil para os capitães. O comando revolucionário adiantou 20 dias de soldo. Outros participantes, nos depoimentos, citaram coerção pelos revolucionários, ou o medo de fuzilamento após o retorno do governo à cidade. Em qualquer dos casos, era comum o voluntariado de vizinhos e parentes.
Os revolucionários não aceitaram quaisquer voluntários, mas somente os que aceitassem ou não interferissem no seu projeto político; dessa forma, a oferta de apoio de líderes proletários esquerdistas foi recusada. Ainda assim, motivações ideológicas podem explicar a participação de alguns voluntários de “classe média” (jornalistas, advogados e bancários). Havia combatentes inspirados por ideias socialistas, comunistas e anarquistas, especialmente dentro do batalhão italiano.
O número de combatentes estrangeiros era de 700 ou 750, organizados em três batalhões: alemão, húngaro e italiano. Seus participantes não se restringiam a essas três nacionalidades: suas origens também incluíam a Áustria, Suíça, Países Baixos, Dinamarca, Suécia, Tchecoslováquia, Iugoslávia, Romênia, Polônia, Rússia, Portugal e Espanha. Alguns eram brasileiros natos. Os oficiais eram escolhidos entre os que podiam provar um posto anteriormente ocupado num exército europeu. Os comandantes eram diretamente subordinados ao estado-maior revolucionário e contavam com um intérprete e um oficial de ligação. No batalhão alemão, os oficiais não se comunicavam com a tropa em português, e toda a documentação era escrita em alemão; o batalhão húngaro tinha organização semelhante.
O chamado “Batalhão Patriótico da Colônia Alemã” foi o maior e mais militarmente ativo dos três. Seus integrantes, incluindo austríacos, suíços, dinamarqueses e suecos, chegaram a 300. Outro informe quantificou 650 homens, dos quais 200 seriam alemães, 80 italianos e 370 brasileiros. A liderança mais citada nos depoimentos de participantes foi o capitão Arnaldo Kuhn; outros mencionaram João Joaquim Tuchen, Antonio Missoni e Henrique Schulz. A sede da organização estava na avenida da Liberdade.
O Batalhão Patriótico húngaro, ou “Esquadrão da Cavalaria Húngara”, teria chegado a 180 integrantes, incluindo poloneses, romenos e tchecoslovacos. Comandado por Maximiliano Agid, tinha sede na avenida Tiradentes. A documentação apreendida desse batalhão lista 122 integrantes.
O batalhão italiano teve como organizadores Lamberti Sorrentino, Aldo Mario Geri e Ítalo Landucci. Ele tinha cerca de 60 homens, dos quais 40 eram italianos e os demais eram portugueses, espanhóis e brasileiros. Esse número é muito pequeno, considerando a grande população italiana na cidade. Isso pode ser explicado pela repressão ao movimento sindical, no qual os italianos participavam ativamente, antes da revolta. Deve-se levar em conta que a comunidade italiana era mais antiga e estruturada, os participantes tiveram maiores chances de escapar da polícia e a documentação deste batalhão, ao contrário dos outros dois, não foi apreendida pelas forças legais, reduzindo a disponibilidade de informação.

## Contribuição à revolta
O batalhão alemão foi imediatamente empregado na linha de frente, enquanto o húngaro inicialmente serviu de polícia montada, evitando saques e vigiando as casas abandonadas. As experiências prévias dos imigrantes na Primeira Guerra eram valiosas em combate. Entretanto, a maioria dos integrantes não era de soldados profissionais; alguns tinham apenas 18 anos de idade. Entre os alemães havia artilheiros, pilotos, peritos em metralhadoras e outras especialidades bélicas; a derrota dos carros de combate Renault FT-17 dos legalistas é atribuída à experiência prévia desse batalhão. Por outro lado, o historiador Glauco Carneiro fez uma avaliação negativa: “os mercenários, com raras exceções, não se revelaram de grande utilidade nem bravos; eram meros aventureiros buscando resultados materiais”; “tinham por norma um aparatoso despserdício de munições, o fogo incessante contra pretensas posições legalistas, num esforço suspeito para evitar o ataque adversário”.
Os estrangeiros também contribuíram atrás da linha de frente, na produção e manutenção de material bélico. Maximiliano Agid pessoalmente supervisionou a produção de granadas e bombas incendiárias nas oficinas da São Paulo Railway. O mecânico alemão Ewald Bremesck chefiou a seção de manutenção de metralhadoras, e Gerhard Nagel, que serviu na artilharia do Exército Imperial Alemão, foi responsável pela manutenção dos canhões. Alguns desses estrangeiros colaboraram com os rebeldes sem participar dos batalhões, como o espanhol Manoel Garcia Senra, superintendente da São Paulo Railway, que participou da produção de carros blindados.
Ao final de julho de 1924, os rebeldes retiraram-se da cidade de São Paulo, rumando ao interior. Pelo menos 180 combatentes do batalhão alemão e 100 do batalhão húngaro acompanharam esse movimento, recebendo, ao longo do caminho, a adesão de imigrantes residentes no interior, enquanto outros combatentes desertaram. Desde a saída da cidade, o comando revolucionário não quis dispensar os estrangeiros, entregando-os à retaliação do governo, mas decidiu permitir seu desligamento onde encontrassem segurança e meios para uma vida nova.
Os alemães participaram da defesa de Botucatu, em 30 de julho. Quando os revolucionários finalmente alcançaram a divisa com Mato Grosso, em Presidente Epitácio, a unidade húngara, ainda presente em 7 de agosto, foi desarmada devido ao risco de deserção. Ainda assim, alguns húngaros continuaram combatendo no exército revolucionário. Os estrangeiros eram cerca de metade dos 570 homens do 3.º Batalhão revolucionário, formando sua tropa de choque. O batalhão, chefiado por Juarez Távora, iniciou uma ofensiva em Mato Grosso em 17 de agosto. Essa incursão foi derrotada com baixas pesadas em Campo Japonês, nas imediações de Três Lagoas. Mais da metade dos alemães indiciados pela polícia foram capturados nessa batalha.
Os revolucionários prosseguiram até o oeste do Paraná, onde a luta prosseguiu até abril de 1925. Os batalhões já não mais existiam, mas alguns dos estrangeiros originais ainda estavam em seu meio. Na nova campanha, a composição estrangeira do exército revolucionário foi reforçada por muitos paraguaios. Em abril, setenta remanescentes do antigo batalhão alemão desertaram no Paraguai, quando dificuldades logísticas impediram o capitão Kuhn de cumprir seus compromissos de contrato. Os revolucionários paulistas juntaram-se aos gaúchos e formaram a Coluna Miguel Costa-Prestes, que permaneceu em luta pelo interior do país. Alguns de seus integrantes eram os imigrantes alistados desde 1924. Ítalo Landucci, do batalhão italiano, chegou a ser homem de confiança de Luís Carlos Prestes.

## Reações
O emprego dos chamados “mercenários estrangeiros” numa guerra interna brasileira foi um dos fatos que mais indignaram os legalistas. Artur Bernardes criticou-os no seu Manifesto à Nação, publicado mais tarde em 1924, e o Correio Paulistano, órgão oficial do Partido Republicano Paulista, chamou-os de “quadrilha de matadores, que, a soldo generoso, se propuseram a saquear e a arrasar”. A ênfase das autoridades e imprensa em condenar os imigrantes remetia à imagem dos estrangeiros como ameaça, e ao temor de “bolchevização” da revolta. Isto foi usado para reforçar a repressão policial sobre o movimento operário e dissidentes políticos.
Após a saída dos revoltosos da cidade de São Paulo, o volume de documentos apreendidos pelos legalistas foi suficiente para instaurar um inquérito policial militar exclusivo para os participantes estrangeiros. Onze deles receberam em 1929 a maior pena de todos os envolvidos na revolta, quatro anos de reclusão, como cúmplices em grau máximo. Entretanto, somente uma minoria dos participantes foi indiciada, e a solidariedade das comunidades de imigrantes dificultou a investigação. Alguns combatentes, com a conivência das vizinhanças e colônias, fugiram sem deixar pistas para a polícia. Os depoimentos dos indiciados narraram acontecimentos, mas frequentemente omitiam nomes, ou apenas nomeavam lideranças e mortos em combate. Até mesmo Ítalo Landucci, que chegou a ser fotografado com o comando da Coluna Prestes, foi absolvido por falta de provas.

### Citações
1. ↑  Antosz 2000, p. 22.
2. ↑  Assunção 2014, p. 28-30.
3. ↑  Santos 2019, p. 26-29.
4. 1 2 3  Meirelles 2002, p. 135.
5. ↑  Assunção 2014, p. 32.
6. ↑  Assunção 2014, p. 13.
7. 1 2  Castro 2022, p. 230.
8. ↑  Castro 2022, p. 59.
9. ↑  Antosz 2000, p. 59.
10. ↑  Assunção 2014, p. 18, 42.
11. ↑  Aquino 1996, p. 226.
12. ↑  Santos 2019, p. 32.
13. ↑  Assunção 2014, p. 34-35.
14. ↑  Castro 2022, p. 195.
15. ↑  Antosz 2000, p. 61.
16. ↑  Castro 2022, p. 57.
17. 1 2  Castro 2022, p. 227-230.
18. ↑  Heller 2006, p. 66.
19. 1 2  Bento 2013, p. 5.
20. ↑  Antosz 2000, p. 89-90.
21. ↑  Castro 2022, p. 259-260.
22. ↑  Santos 2019, p. 25.
23. ↑  Assunção 2014, p. 35.
24. ↑  Meirelles 2002, p. 134-135.
25. ↑  Castro 2022, p. 224.
26. ↑  Castro 2022, p. 129.
27. ↑  Bento 2013, p. 4.
28. 1 2  Castro 2022, p. 226.
29. ↑  Castro 2022, p. 234, 247.
30. ↑  Castro 2016, p. 129-130.
31. ↑  Castro 2022, p. 242.
32. ↑  Castro 2016, p. 130-132.
33. ↑  Castro 2022, p. 253.
34. ↑  Meirelles 2002, p. 135-137.
35. ↑  Bento 2013, p. 7.
36. 1 2  Castro 2016, p. 129.
37. ↑  Meirelles 2002, p. 173-174.
38. ↑  Carneiro 1965, p. 274-275.
39. ↑  Meirelles 2002, p. 135-136, 142-143.
40. ↑  Castro 2022, p. 256.
41. ↑  Castro 2016, p. 129-132.
42. ↑  Castro 2022, p. 227.
43. ↑  Meirelles 2002, p. 213.
44. ↑  Castro 2022, p. 246-247.
45. ↑  Heller 2006, p. 68.
46. ↑  Andrade 1976, p. 90-96.
47. 1 2  Castro 2022, p. 232.
48. ↑  Savian 2023, p. 92.
49. ↑  Castro 2022, p. 258.
50. 1 2  Carneiro 1965, p. 274.
51. ↑  Assunção 2014, p. 53.
52. ↑  Castro 2022, p. 255-258.
53. ↑  Aquino 1996, p. 224-227.
54. ↑  Meirelles 2002, p. 228.
55. ↑  Castro 2022, p. 41-42.
56. ↑  Castro 2022, p. 224-225.